# Top Model of the World 2007/2008
Top Model of the World 2007/2008 fue la 15.ª edición del certamen Top Model of the World, correspondiente al año 2008; la cual se llevó a cabo el 18 de enero en Hurgada, Egipto. Candidatas de 41 países y territorios autónomos compitieron por el título. Al final del evento, Michelle de Leon, Top Model of the World 2006/2007 de Filipinas, coronó a Alessandra Alores, de Alemania, como su sucesora.
Michelle de Leon fue quien coronó a su sucesora, al ser primera finalista asumió el título, debido a que la ganadora original Natália Guimarães de Brasil renunció al título para competir en Miss Universo 2007.

## Resultados
| Posiciones                       | Candidata |
| -------------------------------- | --- |
| Top Model of the World 2007/2008 | - Alemania - Alessandra Alores |
| Primera Finalista                | - Bielorrusia - Yelena Aladko |
| Segunda Finalista                | - Egipto - Lobna Amin |
| Tercera Finalista                | - Brasil - Luciana de Oliveira Pinheiro |
| Cuarta Finalista                 | - Ucrania - Yuliya Andrushchenko |
| Top 15                           | - Colombia - Emma Carolina Cruz Contento - Cuba - Marlyn Sánchez - Honduras - Andrea Carolina Alvarado Rauscher - Islas del Caribe - Maridelyz Valdez - Polonia - Beata Szuminska - República Checa - Michaela Řeháková - Rumania - Laurette Inocentia Nignon Atindehou - Serbia - Sandra Obradović - Turquía - Zeynep Ugur - Venezuela - Anyelika Marians Franco Pérez Jiménez |

## Títulos continentales
| Título                          | Candidata                               |
| ------------------------------- | --------------------------------------- |
| Top Model África                | - Egipto - Lobna Amin                   |
| Top Model Asia                  | - Taiwán - Hsin-Chin Chang              |
| Top Model Centro y Norteamérica | - Islas del Caribe - Maridelyz Valdez   |
| Top Model Europa                | - Serbia - Sandra Obradović             |
| Top Model Oceanía               | - Australia - Sally Anne Arnott         |
| Top Model Sudamérica            | - Brasil - Luciana de Oliveira Pinheiro |

## Premios especiales
| Premio                  | Candidata                                           |
| ----------------------- | --------------------------------------------------- |
| Miss Fotogénica         | - Isla de Margarita - Kelyn Yosselyn Torres Peña    |
| Miss Simpatía           | - Filipinas - Rosita Defino                         |
| Mejor en Traje de Noche | - Venezuela - Anyelika Marians Franco Pérez Jiménez |
| Mejor Cuerpo            | - Colombia - Emma Carolina Cruz Contento            |
| Mejor Pasarela          | - República Checa - Michaela Řeháková               |
| Mejor Talento           | - Cuba - Marlyn Sánchez                             |

## Candidatas
41 candidatas compitieron por el título:
(En la lista se utiliza su nombre completo, los sobrenombres van entrecomillados y los apellidos utilizados como nombre artístico, entre paréntesis; fuera de ella se utilizan sus nombres «artísticos» o simplificados).
| País/Territorio      | Candidata                             |
| -------------------- | ------------------------------------- |
| Alemania             | Alessandra Alores                     |
| Armenia              | Lusine Beglaryan                      |
| Australia            | Sally Anne Arnott                     |
| Bahamas              | Camille Kenny                         |
| Bielorrusia          | Yelena Aladko                         |
| Brasil               | Luciana de Oliveira Pinheiro          |
| Colombia             | Emma Carolina Cruz Contento           |
| Corea                | Yang-young Wha                        |
| Cuba                 | Marlyn Sánchez                        |
| Egipto               | Lobna Amin                            |
| Escocia              | Claire-Louise Catterall               |
| España               | Carlota Tabarini                      |
| Filipinas            | Rosita Defino                         |
| Francia              | Aurélie Mouth                         |
| Grecia               | Foteini Georgakopoulou                |
| Guadalupe            | Marika Pavie                          |
| Honduras             | Andrea Carolina Alvarado Rauscher     |
| India                | Kankana Bakshi Rauscher               |
| Inglaterra           | Amanda Thurlow                        |
| Irlanda              | Victoria Evans                        |
| Isla de Margarita    | Kelyn Yosselyn Torres Peña            |
| Islas Británicas     | Nicola Moriarty                       |
| Islas del Caribe     | Maridelyz Valdez                      |
| Kosovo               | Yllka Berisha                         |
| Malta                | Diane Baldacchino                     |
| Mediterráneo         | Francesca Gaspar                      |
| Nigeria              | Lilian Obianuju                       |
| Polonia              | Beata Szuminska                       |
| Puerto Rico          | Denisse Ortiz Marcano                 |
| República Checa      | Michaela Řeháková                     |
| República Dominicana | Paloma Massiel Almonte Reynoso        |
| Rumania              | Laurette Inocentia Nignon Atindehou   |
| Rusia                | Yelena Salnikova                      |
| Serbia               | Sandra Obradović                      |
| Sudáfrica            | Charlotte Smith                       |
| Taiwán               | Hsin-Chin Chang                       |
| Turquía              | Zeynep Ugur                           |
| Ucrania              | Yuliya Andrushchenko                  |
| Venezuela            | Anyelika Marians Franco Pérez Jiménez |
| Zambia               | Winfridah Katongo Mofu                |
| Zimbabue             | Ropafadzai Garise                     |

## Datos acerca de las delegadas
- Algunas de las delegadas de Top Model of the World 2007/2008 han participado en otros certámenes internacionales de importancia:
  - Alessandra Alores (Alemania) fue semifinalista en Miss Europa 2003 y Miss Intercontinental 2003 y participó sin éxito en Top Model of the World 2002, representando a Mar Negro, Miss Internacional 2003 y Miss Universo 2003.
  - Lusine Beglaryan (Armenia) participó sin éxito en Miss Turismo Queen Internacional 2008 y Miss Model of the World 2010.
  - Camille Kenny (Bahamas) participó sin éxito en Miss Turismo Queen Internacional 2008.
  - Aurélie Mouth (Francia) fue ganadora de Miss Mediterráneo 2008.
  - Yllka Berisha (Kosovo) participó sin éxito en Miss Tierra 2008.
  - Francesca Gaspar (Mediterráneo) participó sin éxito en Miss Mundo 2010 representando a Malta.
  - Sandra Obradović (Serbia) fue semifinalista en Miss Europa 2005 representando a Serbia y Montenegro.
  - Winfridah Katongo Mofu (Zambia) participó sin éxito en Miss Mundo 2008.
  - Ropafadzai Garise (Zimbabue) fue ganadora de Miss Global Internacional 2006.

## Sobre los países en Top Model of the World 2007/2008

### Naciones debutantes
| - Egipto - Escocia - Irlanda - Islas Británicas | - Mediterráneo - Serbia - Sudáfrica - Zambia |

### Naciones que regresan a la competencia
Compitieron por última vez en 2000:
- India
- Malta

Compitió por última vez en 2003:
- Cuba

Compitieron por última vez en 2004:
- Inglaterra
- Islas del Caribe

Compitieron por última vez en 2005:
- Bielorrusia
- España
- Grecia
- Honduras
- Isla de Margarita
- Nigeria
- Turquía

### Naciones ausentes
| - Albania - Almatý - Antillas Mayores - Austria - Bulgaria - Caribe - Cáucaso - China - Croacia - Dinamarca - Estados Unidos - Estonia - Finlandia - Gales - Ghana | - Haití - Hungría - Isla Española - Kazajistán - Mar Báltico - Mar Negro - Moldavia - Mongolia - Oriente Medio - Singapur - Sri Lanka - Suiza - Tanzania - Vietnam |